# Оффа (король Мерсії)

Оффа (давн-англ. Offa, помер 796) — король Мерсії з 757 по 796 рік, за правління якого Мерсія домінувала над іншими англосаксонськими королівствами періоду гептархії.
Оффа був сином Тінгфріта й нащадком Еови. Він прийшов до влади після періоду громадянської війни, яка почалася з убивства Ательбальда, і йому довелося подолати іншого претендента на трон Беорнреда. У перші роки свого правління він, мабуть, підкорив собі інші народи Мідлендсу й набрався сили. До 771 року він встановив контроль над Сассексом, хоча його авторитет не був абсолютним. У 780-их він домігся домінування Мерсії над більшою частиною півдня Англії, уклавши союз зі своїм зятем Беортріком із Вессексу. Потім він захопив верховну владу в Східній Англії, а 794 року звелів відрубати голову її королю Етельберту II, мабуть, за бунт.
Оффа був християнином, але посварився з церквою, особливо з архієпископом Кентерберійським Дженбертом. Йому вдалося переконати Папу Римського Адріана I розділити архідієцезію Кентерберійську на дві, створивши архідієцезію Лічфілду. Зменшення влади Кентербері можливо відповідало бажанню Оффи, щоб його сина, Егфріта, висвятив на короля архієпископ, бо, можливо, Дженберт відмовлявся це зробити. Освячення відбулося 787 року.

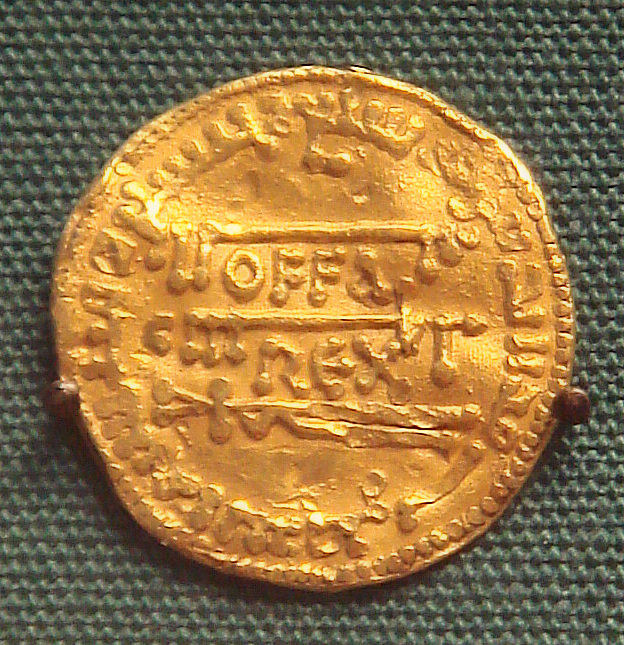
Золота монета Оффи з арабським текстом

Монети, що збереглися з часів правління Оффи, мають його зображення, художня якість яких перевищує якість тогочасних франкських монет. На деяких зображена його дружина Сінетрит. Вона була єдиною англосаксонською королевою, портрет якої карбували на монетах. Збереглося тільки три золоті монети із зображенням Оффи. Одна з них є копією Аббасидського динару 774 року й містить з одного боку арабський текст, а з іншого надпис «Offa Rex» (укр. Король Оффа). На монетному дворі Архієпископа Кентерберійського, де карбувалася ця монета, арабську в'язь вважали, мабуть, простою прикрасою і не здогадувалися, що напис, нанесений на монету арабськими письменами, проголошував ісламський символ віри: «Немає Бога крім Аллаха, і Мухаммед — пророк його». Продовження гравіювання по краю монети говорить: «Мухаммед посланник Аллаха, який відправив його (Мухаммеда) з вірною настановою і релігією істини, щоб звеличити її над усіма іншими релігіями».
Історики часто розглядають Оффу як наймогутнішого англосаксонського короля до Альфреда Великого. Він ніколи не мав влади в Нортумбрії, хоча 792 року віддав свою доньку Елффлед в дружини нортурмбрійському королю Етельреду I. Раніше серед істориків вважалося, що правління Оффи було кроком до об'єднання Англії, але тепер ця думка втратила популярність. За словами сучасного історика: «Оффа мав жагу до влади, але не мав бачення англійської єдності, він залишив після себе репутацію, але не спадок».
Оффа помер 796 року, й після нього Мерсією упродовж 5 місяців правив його син Егфріт, аж доки королем не став Коенфульф.
Оффі приписують спорудження валу Оффи — оборонного укріплення між Мерсією та Уельсом.

## Виноски
1. ↑  The Wiley Blackwell Encyclopedia of Anglo-Saxon England: Lapidge/The Wiley Blackwell Encyclopedia of Anglo-Saxon England / M. Lapidge, J. Blair, S. Keynes et al. — 2 — Chichester: Wiley, 2014. — P. 348. — 583 p. — ISBN 978-0-470-65632-7, 978-1-118-31606-1 — doi:10.1002/9781118316061
2. ↑  Lundy D. R. The Peerage
3. ↑  Уинстон Черчилль. Рождение Британии. Пер. с англ. С. Н. Самуйлова. — Смоленск: Русич, 2005—512 с., — (Популярная историческая библиотека.) ISBN 5-8138-0389-0 (рос.)
4. ↑  Король Оффа и золотая монета // Ислам Сегодня, 27.08.2012[недоступне посилання з листопадаа 2019]
5. ↑  Simon Keynes, «Offa», in Encyclopaedia of Anglo-Saxon England, p. 340.